# Neuer Mercurius
Neuer Mercurius Oder Schau-Bühne von Europa war ein Jahrbuch, das in Amsterdam von 1678 bis 1680 erschienen ist. Es war das erste bekannte deutschsprachige Periodikum in den Niederlanden.

## Hintergründe
Seit 1651 erschien der Hollandsche Mercurius in Haarlem durch Pieter Casteleyn, der jährlich über wichtige politische Ereignisse in Europa, besonders in Frankreich und England berichtete.
Seit 1673 gaben Hendrick und Dirk Boom eine französische Übersetzung Le Mercure Hollandois in Amsterdam heraus, der sie nur ein neues Vorwort voranstellten. Diese sollte vor allem die niederländische Sicht auf den Niederländisch-Französischen Krieg für französische Leser darstellen.
Für die Jahre 1677 und 1678 gaben sie außerdem zwei deutsche Ausgaben Neuer Mercurius heraus.
In diesen wurden ebenfalls wichtige Ereignisse besonders in den Niederlanden, Frankreich und England chronologisch beschrieben, dazu gab es einige Dokumente, wie Briefe.
Titel
- Neuer Mercurius, Oder Schau-Bühne von Europa: Auff welcher gezeiget und erzehlet wird/ das Fürnehmste/ das in den 1677. Jahre/ in Deutschland/ Franckreich/ Spanien/ Engeland/ Schweden/ Dennemarck/ Polen/ Preussen/ Holland/ Braband/ [et]c. vom Anfange biß zum Ende desselben ist fürgefallen. (...) I. Theil, Bey Henrich / und Dietrich Boom / Buchhändern / Amsterdam 1678
- Der Neuer Mercurius, / Oder Europæischer Schaw-Bvhne / Zweyter Theil / oder erste Continuation. Worin erzehlet was in dem Jahr 1678, in Europa (...) vorgefallen (...). Bey Henrich / und Dietrich Boom / Buchhändlern / Amsterdam 1680[3]